# Nurikabe

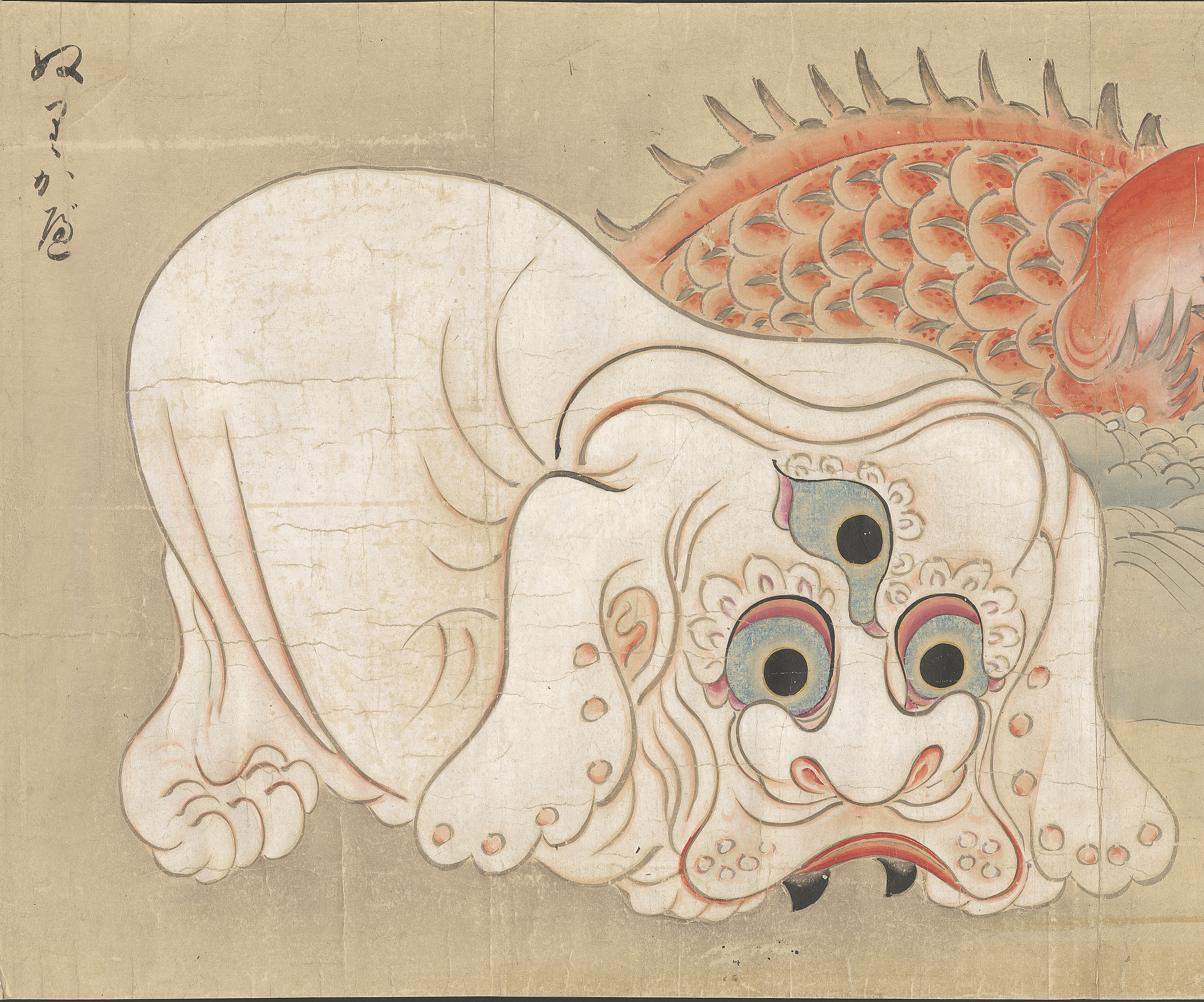
Nurikabe (ぬりかべ) di Bakemono no e (化 物 之 繪, 1700 ca.), Harry F. Bruning Collection di libri e manoscritti giapponesi, L. Tom Perry Special Collections, Harold B. Lee Library, Brigham Young University.

Nurikabe (塗壁? , hiragana: ぬりかべ) è uno yōkai, uno spirito del folklore e della mitologia giapponese. Si manifesta come un muro invisibile che, durante la notte, impedisce o dirotta il cammino dei viaggiatori. Per allontanarlo si ritiene che si debba colpire la base del Nurikabe con un bastone, lo spirito, così, svanirà; colpire le altre parti dello yōkai non sortirebbe invece alcun effetto.

## Nurikabe nella cultura moderna
Nurikabe, come altri yōkai, appare spesso nei manga e negli anime, ad esempio nel fumetto e cartone animato GeGeGe no Kitarō, nel più recente Petopeto-san e in un episodio di Azumanga daiō.
Nella serie di videogiochi Super Mario, a partire da Super Mario 64, compaiono dei nemici, chiamati Womp, ispirati ai Nurikabe. Nel videogioco Nioh sono presenti numerosi Nurikabe sparsi nella mappa di gioco sotto forma di muri che permettono l'accesso a tesori e segreti.